# Peștiș, Bihor
Peștiș (în maghiară Sólyomkőpestes) este o localitate componentă a orașului Aleșd din județul Bihor, Crișana, România.
Localitatea a fost consemnată pentru prima dată în 1306 sub numele de Solumkeu. Pe dealul de lângă localitate se situază ruinele Cetății Sólyomkő (în traducere „Piatra Șoimului”), construită între 1242 și 1276 de Pál fiul lui Écs, jupân al regiunii râului Sár (comes de Saar) și jude regal (curialis comes or iudex curiae regiae). În 1316 a fost asediat și cucerit de trupele lui Carol Robert de Anjou. În 1660 a fost predat turcilor la prima somație. Sub Răscoala lui Rákóczi, satul și cetatea erau menținute de curuții care aveau rolul supravegherii garnizoanei imperiale din Oradea și de a controla satele din împrejurimi. Căpitanii săi au fost Sámuel Szoboszlai, mai apoi György Horváth. În 1711 trupele imperiale l-au ocupat și l-au aruncat în aer.
În 1910 din 2707 localnici 1433 s-au declarat slovaci, 1064 români și 113 maghiari.
La recensământul din 2002 din 1454 localnici 1287 (88,5%) s-au declarat români, 155 (10,7%) slovaci, 11 (0,8%) maghiari și 1 (0,1%) de etnie romă.

## Obiective turistice
- Rezervația naturală Situl fosilifer din Valea Lionii-Peștiș (0,01 ha).
- Biserica de lemn din Peștiș[1]
- Ruinele cetății Șinteu, sec. al XIII-lea

## Personalități
- Ioan Iacob (avocat) 1876 - 1951, deputat în Marea Adunare Națională de la Alba Iulia 1918
- Iacob Lazăr (1884 - 1951), deputat în Marea Adunare Națională de la Alba Iulia 1918

 Acest articol despre o localitate din județul Bihor este deocamdată un ciot. Puteți ajuta Wikipedia prin completarea lui.

1. ↑  Godea, Ioan (1975). Monumentele istorice bisericești din eparhia ortodoxă română a Oradiei. Bisericile din lemn. Județele Bihor, Sălaj, Satu -Mare. Biserica Bunavestire Pestiș. Oradea. p. 152 - 154.